# Tramwaje w Singapurze
Tramwaje w Singapurze − zlikwidowany system komunikacji tramwajowej w Singapurze, działający w latach 1885–1927.

## Historia
W 1885 uruchomiono tramwaje parowe do Kranji. W kolejnych latach dwukrotnie uruchamiano eksperymentalnie tramwaje elektryczne. Po raz pierwszy tramwaje elektryczne uruchomiono w porcie we wrześniu 1891. Drugi raz tramwaje elektryczne uruchomiono we wrześniu 1892 na linii do Kranji. W 1894 zlikwidowano tramwaje parowe. Oficjalne otwarcie tramwajów elektrycznych Singapurze nastąpiło 25 lipca 1905. W 1907 było 41 km tras po których kursowało 60 tramwajów. System zlikwidowano 9 kwietnia 1927. 